# Liparis kamerunensis
Liparis kamerunensis är en orkidéart som beskrevs av Rudolf Schlechter. Liparis kamerunensis ingår i släktet gulyxnen, och familjen orkidéer. Inga underarter finns listade i Catalogue of Life.